# Episodi di Flikken - Coppia in giallo (prima stagione)
La prima stagione della serie televisiva Flikken - Coppia in giallo (Flikken Maastricht) è andata in onda nei Paesi Bassi dal 3 settembre 2007 su TROS.
In Italia ha esordito nel 2011 su Rete 4.
| nº | Titolo originale         | Titolo italiano              | Prima TV Paesi Bassi | Prima TV Italia |
| -- | ------------------------ | ---------------------------- | -------------------- | --------------- |
| 1  | Een Valse noot           | Una nota stonata             | 3 settembre 2007     |                 |
| 2  | Een zaak met een luchtje | Estorsione                   | 10 settembre 2007    |                 |
| 3  | Groeten uit Lagos        | Truffa intercontinentale     | 17 settembre 2007    |                 |
| 4  | Kogelvis                 | Veleno naturale              | 24 settembre 2007    |                 |
| 5  | Alcohol maakt meer stuk  | Semaforo rosso               | 1º ottobre 2007      |                 |
| 6  | Kristalhelder            | La trasparenza del cristallo | 8 ottobre 2007       |                 |
| 7  | Een oude man             | Un uomo anziano              | 15 ottobre 2007      |                 |
| 8  | Broerderliefde           | Il dipinto scomparso         | 22 ottobre 2007      |                 |
| 9  | Klappen                  | Violenza gratuita            | 29 ottobre 2007      |                 |
| 10 | De gijzeling             | Ostaggi                      | 5 novembre 2007      |                 |
| 11 | Auto-maat                | Corse clandestine            | 12 novembre 2007     |                 |
| 12 | Britt (de roof 1)        | Il passato di Wolfs          | 19 novembre 2007     |                 |
| 13 | Grensgeval (de roof 2)   | Inseguimento nelle grotte    | 26 novembre 2007     |                 |

## Una nota stonata(Een Valse noot)
Diretto da: Pietre va Rijn
Scritto da: Kees Vroege

### Trama
Un agente della polizia di Maastricht, Floris Wolfs, arriva da Amsterdam a Maastricht proprio nel bel mezzo di un'indagine della polizia locale riguardo alla morte di una studentessa del conservatorio. Wolfs è affiancato alla bella e difficile Eva van Dongen. Durante le indagini si scopre la doppia vita della "timida" studentessa, che passava del tempo come escort. Eva e Wolfs hanno due modi diversi di condurre le indagini e forse è proprio per questo riusciranno a risolvere il caso e creare un nuovo duo di successo "Flikken".

## Estorsione(Ean zaak met een luchtje)
Diretto da: Pietre va Rijnm
Scritto da: Kees Vroege

### Trama
Eva van Dongen viene coinvolta in una rissa mentre è al mercato del pesce di Maastricht con il fidanzato Frenk e il collega Wolfs. Dietro ad un normalissimo incidente viene, però, scoperto un giro di frode da parte di una banda della città. Questi per farsi pagare usano qualsiasi mezzo a loro disposizione, comprese violenze, minacce e intimidazioni. Con un intenso lavoro da parte degli agenti van Dongen e Wolfs, aiutati dal collega Romeo Sanders, riusciranno a prendere questi criminali e fermare il giro che avevano instaurato in città. Intanto Marion Dreesen e Romeo si occupano della ricerca di un ladro particolare. 
Eva, intanto, viene a conoscenza della figlia di Wolfs, Fleur.

## Truffa intercontinentale(Groeten uit Lagos)
Diretto da: Pietre va Rijn
Scritto da: Kees Vroege

### Trama
Eva e Floris vengono avvicinati da una donna il cui padre viene trovato morto dalla stessa. Si pensa che l'uomo era caduto in una frode tramite E-Mail. Si scopre che l'autore delle frodi, che avevano coinvolto anche altre vittime, è un Nigeriano a capo di una gang. Per poter mettere la parola fine alle frodi, viene mandata Eva sotto copertura ad un appuntamento con gli autori delle frodi. Nel frattempo il fratello di Eva, Maurice, viene arrestato per aver aggredito un agente: Romeo.

## Veleno naturale(Kogelvis)
Diretto da: Pietre van Rijn
Scritto da: Kees Vroege

### Trama
Gli agenti seguono le indagini di una donna ritrovata morta nella sua auto. Le prove conducono ad un ristorante giapponese, dove si scopre il consumo illegale di carne di pesce palla (estremamente velenoso). Si viene a scoprire che la donna aveva una relazione con la figlia del proprietario del ristorante. Eva sentimentalmente coinvolta, cerca in tutti i modi di aiutare la moglie del proprietario del ristorante, non che la madre dalla fidanzata della donna deceduta, soggetta alle violenze del marito. Il caso si concluderà con una verità dolorosa. 

## Semaforo rosso(Alcohol maakt meer stuk)
Diretto da: Vincent Shuurman
Scritto da: Victor Reinier

### Trama
In un bar di Maastricht Wolfs si ubriaca insieme ad altri due uomini. Più tardi verrà trovata un'auto in fiamme dove a bordo c'erano i due uomini incontrati al bar. Wolfs si sente in colpa e cerca in tutti i modi di nascondere il consumo di alcol della vittima alla guida. Voleva evitare che alla famiglia della vittima venisse negata l'assicurazione e per aiutarli è quasi sul punto di perdere il distintivo. Eva anche senza il consenso del suo partner indaga a fondo sull'avvenuto e grazie alle sue prove riesce a scagionare la vittima in quanto non era lui al volante del veicolo. Romeo intanto multa la macchina del sindaco e anche lui pensa di essere sul punto di essere licenziato. 

## La trasparenza del cristallo(Kristalhelder)
Diretto da: Vincent Shuurman 

### Trama
L'agente del quartiere di "Biesland" viene travolto da un attacco cardiaco e al suo posto il capo Flammand manda Marion Dreseen. Mentre Marion cerca di avvicinarsi alle persone del quartiere, nota una strana situazione all'interno di una famiglia. Il suo collega, nonostante in congedo per malattia non le risparmia certo la sua testardaggine e la sua invadenza nel nuovo lavoro, tanto che egli indirizza la polizia ad indagare su casi di furti di diamanti da parte di cittadini stranieri. Al riguardo vengono affidati al caso gli agenti Wolfs e van Dongen, che dopo un lungo pedinamento scoprono che in realtà le persone indicategli non volevano fare altro che proteggere dei bambini dalle violenze di uno dei genitori.

## Un uomo anziano (Een oude man)

### Trama
Dopo il ritrovamento di un cadavere nelle acque della Mosa, noto come Sammy lo spacciatore. Egli era un informatore di Wolfs anche ad Amsterdam, ma a quanto dice il detective non era mai stato molto attendibile. Questa volta le sue informazioni risultano essere fondate, in quanto lui era il migliore amico di Bennie Thielen. Secondo le informazioni a disposizione della polizia di Maastricht questo Bennie, era il figlio del capo della malavita, Alfred Thielen. Quest'ultimo si recherà alla centrale della polizia per rilasciare una dichiarazione al PM ed essere messo sotto protezione insieme al figlio. Eva e Wolfs saranno incaricati di proteggere il vecchio Thielen, ma ciò non lo salverà dall'essere ucciso dai suoi rivali. Nel frattempo Marion e Romeo si occupano di una baby-gang che si adopera a derubare negozio di ogni genere.
In questo episodio si viene a conoscenza del padre di Eva, Henk van Dongen, e che egli era immischiato in affari illegali.

## Il dipinto scomparso (Broederliefde)

### Trama
In una galleria d'art, viene ritrovata una grande quantità di sangue, ma il cadavere è scomparso. Eva e Wolfs seguono l'indagine e scoprono che la vittima e il fratello erano occupati in una feroce battaglia legale per un quadro di grande valore. Tutte le prove raccolte e le testimonianze dei testimoni indicano come colpevole il fratello della vittima. Quando il caso sembra chiuso, si presenta la presunta vittima all'aeroporto per ritirare il dipinto e qui viene incastrato dai nostri due agenti. Intanto Marion e Romeo scoprono che alcuni rumori sentiti da un paziente psichiatrico sono reali e sono legati alla produzione di droga che avveniva nella soffitta del palazzo in cui l'uomo abitava.
Wolfs scopre che Fleur è stata sfrattata e si mette in contatto con un agente immobiliare per trovarle subito un appartamento.

## Violenza gratuita (Klappen)

### Trama
Marion e Romeo intervengono per sedare una rissa contro un'ambulanza, Romeo viene brutalmente malmenato e insultato, riportando contusioni sul volto e sul corpo. Le indagini seguite da Eva e Wolfs, giungono alla conclusione che l'attacco all'ambulanza non era stato casuale, poiché sono stati riscontrati avvenimenti analoghi. Floris ed Eva vanno sotto copertura con un'ambulanza e scoprono che il servizio di sicurezza non è efficiente e chi dovrebbe occuparsene evita a tutti i costi di agevolare i costi al servizio ambulanza. Romeo intanto sembra essere scosso più del previsto dopo l'aggressione e Wolfs, che fa parte del Servizio di Assistenza, cerca di aiutarlo a superare le sue paure e parlare con qualcuno. Purtroppo il giovane agente rifiuta l'aiuto e se la prende con Marion, giudicandola non all'altezza per essere sua partner. 
Wolfs intanto tira un sospiro di sollievo quando viene a sapere che Romeo non è il fidanzato di Fleur, sua figlia, ma solo un amico. 

## Ostaggi (De Gijzeling)

### Trama
Romeo e Fleur, la figlia di Wolfs, vengono presi in ostaggio da uno spacciatore. Wolfs si lascia trasportare dalle emozioni, quando viene a sapere che sua figlia era tenuta prigioniera, ma Eva gli promette che farà tutto il possibile per tirare la ragazza fuori di li. Wolfs si sente impotente, senza fare niente, così entra nell'edificio del sequestro e scopre che i suoi colleghi si sono fatti scappare il rapitore che sfortunatamente ha ancora in ostaggio la povera Fleur. Lo spacciatore travestito, porta con sé la ragazza in un battello, seguiti da Floris che pur di salvare la figlia mette a rischio la sua stessa vita. Fortunatamente tutto va per il meglio e Wolfs sente per la prima volta che la figlia si stava avvicinando a lui. 

## Corse clandestine(Auto maat)

### Trama
A Maastricht ogni venerdì vengono organizzate delle corse clandestine tra ragazzi. Una di queste finisce in tragedia, mandando fuoristrada una delle macchine in gara che causò la morte di un giovane ragazzo. Marion scopre che suo figlio Firitz è coinvolto e cerca in tutti i modi di capire perché e convincerlo a denunciare il fatto alla polizia. Eva e Wolfs cercano di scoprire chi sia l'artefice di un video di stupro sul sito della polizia. Intanto Eva deve fare i conti con il fratello Maurice, che viene temporaneamente invitato da Fank a vivere con loro. Frank viene a conoscenza del passato della sua fidanzata, chiedendole poi spiegazioni sul perché non gli avesse mai raccontato nulla. Frank inizia ad essere geloso del rapporto tra Eva e Floris, notando in loro uno strano comportamento. 

## Il passato di Wolfs (Britt)

### Trama
Eva viene a conoscenza del passato di Wolfs e ne chiede conferme al collega. Floris è arrabbiato per il comportamento della sua partner e se ne va arrabbiato. Intanto Wolfs viene affiancato da un agente Belga, Britt, per seguire le indagini su una banda di rapitori. Seguendo le indagini Wolfs e Britt, verranno a scoprire che la banda è anche armata e coinvolta in alcuni omicidi. Il caso quindi diventa più complicato, classificandolo come: priorità assoluta. L'episodio si conclude con Wolfs e Britt che si appostano per osservare la banda di ladri; al de Ponti, invece, Maurice reagisce colpendo Frank e andando via di corsa. 

## Inseguimento nelle grotte(Grensgeval)

### Trama
Il trio Eva, Wolfs e Britt si occupa dell'operazione Belga/Olandese riguardo alla banda di ladri. Il caso si complica quando Maurice van Dongen, il fratello di Eva, affianca la banda dei ladri. Nel frattempo Wolfs ed Eva iniziano a provare un sentimento, ma evita di andare oltre per rispetto per Frank e per il ricordo del suo errore passato. Eva viene allontanata dal caso e confida nel suo partner. L'episodio si conclude con l'inseguimento nelle grotte e con Wolfs che viene colpito da un proiettile vagante.
Curiosità: L'attore che interpreta Guy Danneels, Tom van Landuyt, è il marito di Angela Schijf (Eva van Dongen)